# Verenigd Koninkrijk op het Eurovisiesongfestival 1957
Het Verenigd Koninkrijk deed voor het eerst mee aan het Eurovisiesongfestival 1957. Het land wilde eigenlijk al meedoen aan het Eurovisiesongfestival 1956, maar werd toen gediskwalificeerd omdat het zich te laat had aangemeld.

## Selectieprocedure
Geselecteerd werden 19 liedjes, die tijdens drie halve finales te horen waren. Van elke halve finale gingen de twee best beoordeelde liedjes naar de finale. Uiteindelijk won het Malcolm Lockyer Quartet met zangeres Patricia Bredin. Het winnende lied All was geschreven door Reynell Wreford en Alan Stranks. 
De selectieprocedure kreeg de naam A song for Europe. Alle programma's werden gepresenteerd door diskjockey David Jacobs.

#### Eerste halve finale
| Startplaats | Zanger                | Lied            | Naar finale |
| ----------- | --------------------- | --------------- | ----------- |
| 1           | Lita Roza             | The Way It Goes | Ja          |
| 2           | Denis Lotis           | Seven           | Ja          |
| 3           | Marion Ryan           | ?               | Nee         |
| 4           | John Hanson           | ?               | Nee         |
| 5           | Janie Marden          | ?               | Nee         |
| 6           | The Keynotes          | ?               | Nee         |
| 7           | Bill McGuffie Quartet | ?               | Nee         |

#### Tweede halve finale
| Startplaats | Zanger             | Lied          | Naar finale |
| ----------- | ------------------ | ------------- | ----------- |
| 1           | Jill Day           | ?             | Nee         |
| 2           | Ronnie Hilton      | For Your Love | Ja          |
| 3           | Edna Savage        | ?             | Nee         |
| 4           | Bryan Johnson      | ?             | Nee         |
| 5           | Lorrae Desmond     | ?             | Nee         |
| 6           | Frank Horrox       | ?             | Nee         |
| 7           | Frank Weir Quartet | Once          | Ja          |

#### Derde halve finale
| Startplaats | Zanger                  | Lied                  | Naar finale |
| ----------- | ----------------------- | --------------------- | ----------- |
| 1           | Carole Carr             | ?                     | Nee         |
| 2           | Shirley Eaton           | ?                     | Nee         |
| 3           | Bill Maynard            | ?                     | Nee         |
| 4           | The Keynotes            | Don't Cry Little Doll | Ja          |
| 5           | Malcolm Lockyer Quartet | All                   | Ja          |

#### Finale
| Startplaats | 1ste Zanger             | 2de Zanger      | Lied                  | Punten | Plaats |
| ----------- | ----------------------- | --------------- | --------------------- | ------ | ------ |
| 1           | The Keynotes            | Bill Maynard    | Don't Cry Little Doll | 14     | 4de    |
| 2           | Pauline Shepherd        | Carole Carr     | Once                  | 23     | 2de    |
| 3           | Denis Lotis             | The Keynotes    | Seven                 | 13     | 5de    |
| 4           | Malcolm Lockyer Quartet | Patricia Bredin | All                   | 39     | 1ste   |
| 5           | Ronnie Hilton           | Alan Bristow    | For Your Love         | 13     | 5de    |
| 6           | Lita Roza               | Stan Roderick   | The Way It Goes       | 18     | 3de    |

België · Denemarken · Duitsland · Frankrijk · Italië · Luxemburg · Nederland · Oostenrijk · Verenigd Koninkrijk · Zwitserland
1957 · 1958 · 1959 · 1960 · 1961 · 1962 · 1963 · 1964 · 1965 · 1966 · 1967 · 1968 · 1969 · 1970 · 1971 · 1972 · 1973 · 1974 · 1975 · 1976 · 1977 · 1978 · 1979 · 1980 · 1981 · 1982 · 1983 · 1984 · 1985 · 1986 · 1987 · 1988 · 1989 · 1990 · 1991 · 1992 · 1993 · 1994 · 1995 · 1996 · 1997 · 1998 · 1999 · 2000 · 2001 · 2002 · 2003 · 2004 · 2005 · 2006 · 2007 · 2008 · 2009 · 2010 · 2011 · 2012 · 2013 · 2014 · 2015 · 2016 · 2017 · 2018 · 2019 · 2020 · 2021 · 2022 · 2023 · 2024 · 2025